# Reinbert de Leeuw

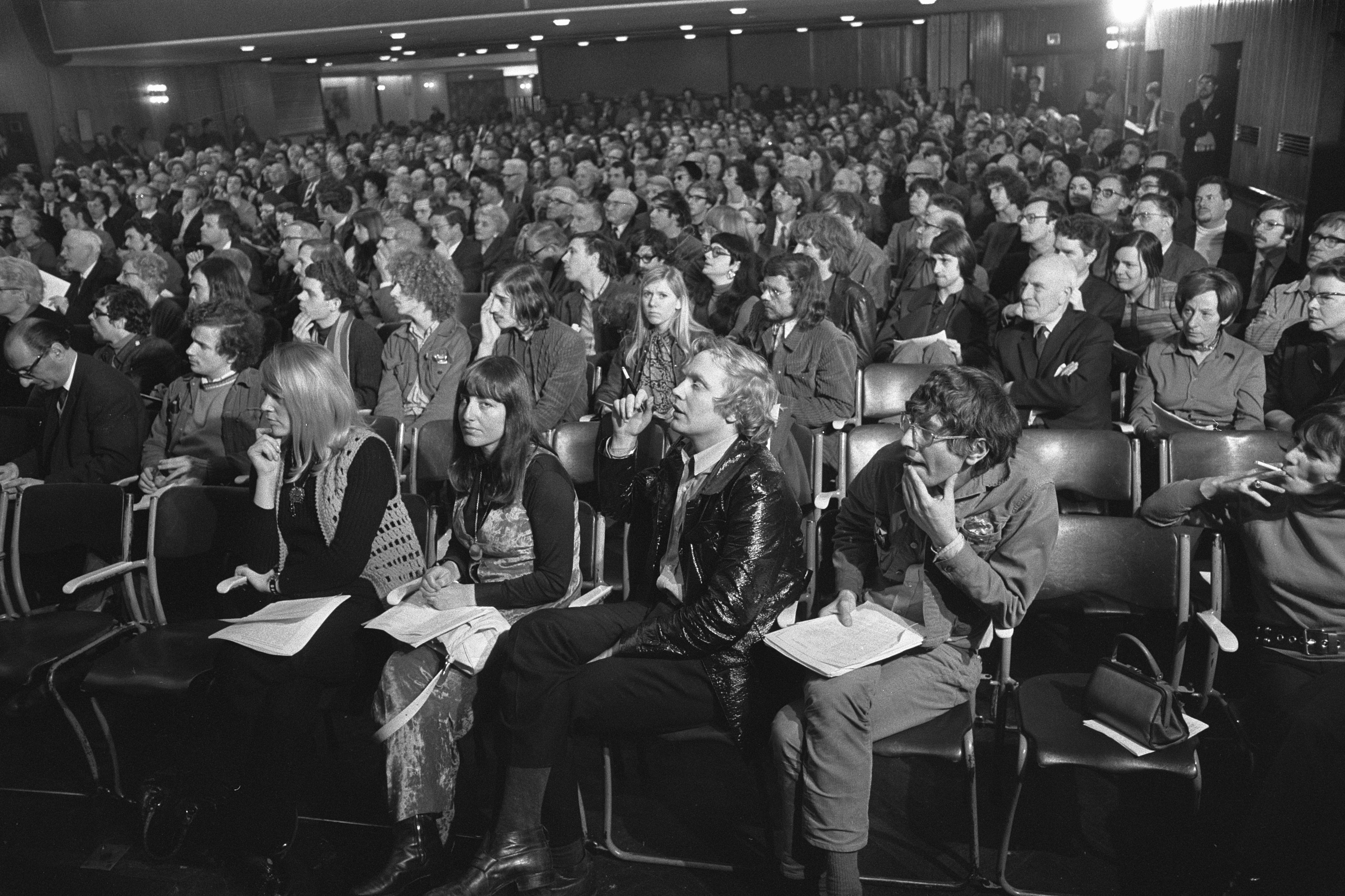
El debate entre los Aktie Notenkraker (entre otros, Peter Schat y Reinbert de Leeuw) y la Orquesta del Concertgebouw (Hotel Krasnapolsky, 22 de abril de 1970)

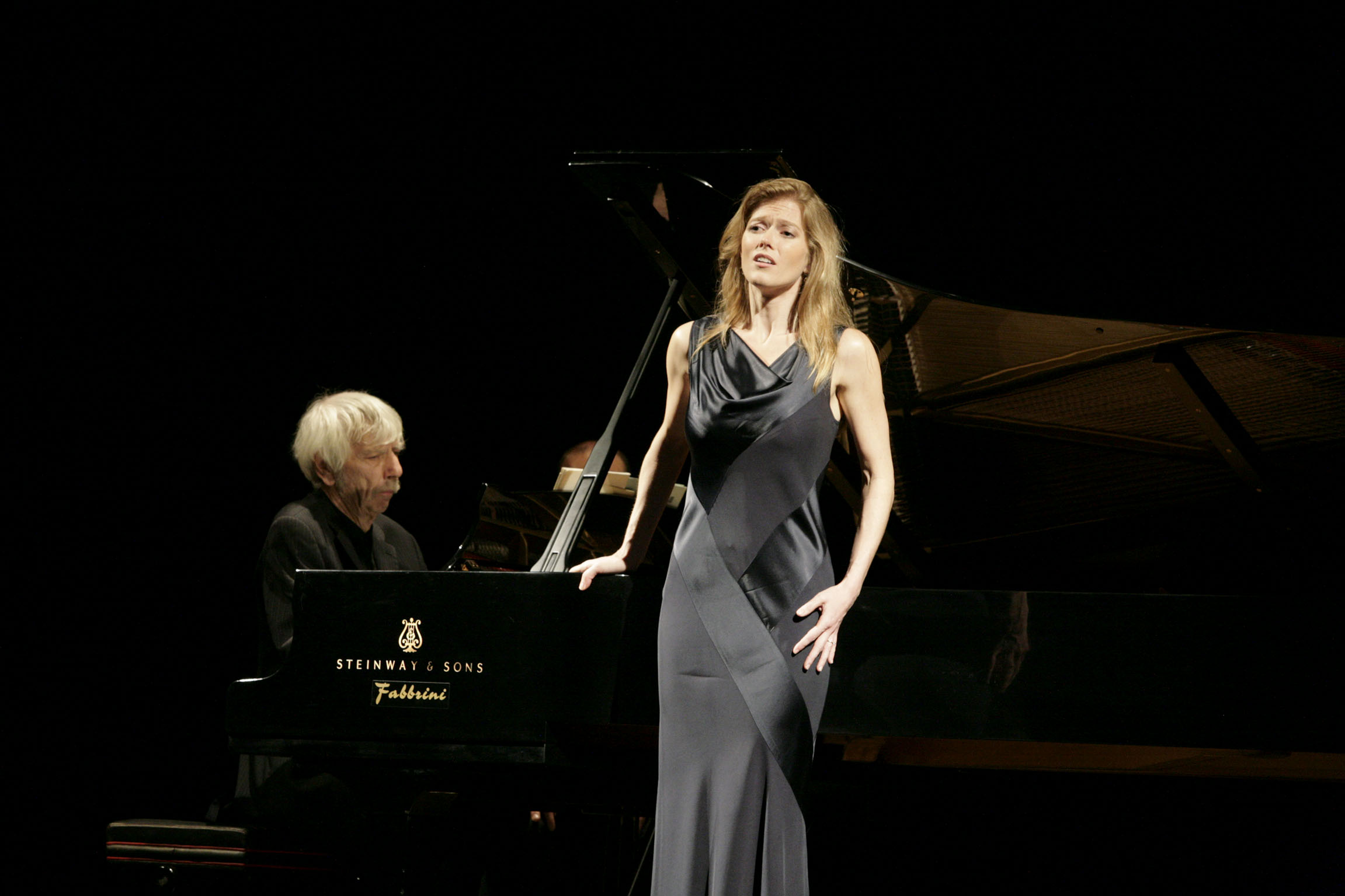
Reinbert de Leeuw dirigiendo a la soprano Barbara Hannigan.

Reinbert de Leeuw (Ámsterdam, 8 de septiembre de 1938-Ib., 14 de febrero de 2020) fue un director de orquesta, pianista, compositor, pedagogo musical y profesor neerlandés.

## Biografía
Estudió teoría musical y piano con Jaap Spaanderman en el conservatorio de la Asociación de Liceos de Música de Ámsterdam y composición con Kees van Baaren en el Real Conservatorio de La Haya, donde pronto se convirtió en profesor.
De Leeuw desempeñó un papel destacado en los Notenkrakers, un grupo de jóvenes compositores y músicos, que actuaron a finales de los años sesenta para despertar la dormida vida musical neerlandesa. De Leeuw y sus amigos Louis Andriessen, Misha Mengelberg, Peter Schat y Jan van Vlijmen, junto con Hugo Claus y Harry Mulisch como libretista, escribieron la ópera Reconstructie sobre el Che Guevara, exigieron más atención para la música experimental.Y atacaron los institutos de arte establecidos. Su acción más conocida fue la interrupción en noviembre de 1969 de un concierto de Bernard Haitink con la Orquesta Real del Concertgebouw, cuya programación querían modernizar.
De Leeuw es conocido como pianista y director de música contemporánea. Fue uno de los fundadores de la Nederlandse Charles Ives Society (1968). En los años setenta, se dedicó con gran éxito a la interpretación de la música de compositores modernos olvidados (Erik Satie, George Antheil y otros) y se dedicó a una práctica de música de cámara "alternativa" (Rondomconcerten). Con el pianista Maarten Bon, De Leeuw formó un dúo de piano durante años. Actuaron con obras de Steve Reich, Ferruccio Busoni y la composición Visions de l'Amen de Olivier Messiaen .
En 1974 fundó el Schönberg Ensemble con estudiantes del Conservatorio Real, quienes, bajo su dirección, se concentraron en la música de la Segunda Escuela de Viena y ampliaron su repertorio desde allí. Para el Cuarteto Schönberg, formado a partir de este conjunto, compuso su Etude (1983-1985). Esta obra fue la última que compuso. Cambió su enfoque de creación creativa a creativo.
Desde entonces realizó diversas ediciones e instrumentaciones. Además, se centró enteramente en la dirección y programación. Actuó regularmente como director invitado de las orquestas y conjuntos neerlandeses más importantes. Además de su trabajo como concertista, dirigió varias producciones de De Nederlandse Opera Amsterdam (Rêves d'un Marco Polo de Claude Vivier, Rosa, Horse Drama y Writing to Vermeer de Louis Andriessen) y de Nationale Reisopera (Le Grand Macabre de György Ligeti; The Turn of the Screw de Benjamin Britten).
Fue director invitado del Festival de Aldeburgh en 1992 y director artístico del Festival de Música Contemporánea de Tanglewood de 1994 a 1998. De Leeuw fue asesor artístico de la Sydney Symphony Orchestra en Australia para sus series de conciertos con música moderna y contemporánea. Desde 2001 hasta 2010, también fue director artístico de la Academia de Verano NJO de la Nationaal Jeugd Orkest, de la Orquesta Holandesa y del Ensemble.
Reinbert de Leeuw cumplió varias funciones administrativas en la vida musical holandesa. Ya en 1968 se convirtió en miembro de la junta directiva del Consejo de Arte de Ámsterdam, de la que fue presidente en 1972, y del Consejo Nacional de las Artes. Desarrolló la última función de gestión en 1971 después de que su plan para un nuevo esquema de subsidios para los conjuntos de música fuera rechazado. También fue miembro de la junta directiva de la Sociedad de Compositores Neerlandeses o Genootschap van Nederlandse Componisten (GeNeCo) durante algún tiempo. En 1983, fue miembro de la Comisión Sutherland que asesoró al gobierno sobre el futuro sistema orquestal en los Países Bajos. También fue miembro de un comité asesor que otorgó el Premio Erasmus 1998 a Mauricio Kagel. Esto fue criticado, porque un jurado anterior había otorgado por unanimidad el premio a Pierre Boulez.
El 1 de agosto de 2004, De Leeuw fue nombrado profesor en la Universidad de Leiden de "artes escénicas y creativas de los siglos XIX, XX y XXI".
El 1 de febrero de 2014, por primera vez en muchos años, se estrena una composición propia, la obra orquestal Der nächtliche Wanderer, basada en el poema homónimo de Friedrich Hölderlin.
Junto con otros músicos, entre ellos miembros del conjunto Asko|Schönberg, del que fue su director, interpretó y registró grandes ciclos de obras de compositores Claude Vivier, Mauricio Kagel, György Ligeti y György Kurtág.

## Premios recibidos
En 1991, Reinbert de Leeuw recibió el Premio Sikkens "por la forma en que se hizo uso del color en expresiones no visuales". En 1992 recibió el mayor premio de música holandesa: el 3M Music Laureate . En 1994, la Universidad de Utrecht le otorgó un doctorado honorario por su trabajo como pianista, director y programador. El mismo año recibió un Edison Music Award por De Tijd de Louis Andriessen, una grabación con el Schönberg Ensemble. En 2002 recibió el Edison Classical Music Award por el primer CD de su Ligeti Project. Al cumplir setenta años, el 8 de septiembre de 2008, fue nombrado Caballero de la Orden del León Holandés, condecoración que recibió del alcalde de Ámsterdam, Job Cohen . Con motivo de su septuagésimo quinto cumpleaños, se organizó el Festival Reinbert de Leeuw en La Haya a finales de septiembre de 2013, en el que recibió el Premio Edison Oeuvre Award del Ministro Jet Bussemaker . Además, recibió un Edison por su grabación de Via Crucis de Franz Liszt. En este festival se estrenó una composición especialmente compuesta para él por Louis Andriessen. El 4 de octubre de 2016, recibió un doctorado honorario en KU Leuven "por su gran dedicación para hacer que la música de los siglos 20 y 21 sea más conocida por una amplia audiencia". El 8 de septiembre de 2018, durante un concierto en honor a su cumpleaños número ochenta, se anunció que recibiría el Premio anual del Fondo de la Cultura Prince Bernhard por toda su obra. En la misma ocasión también recibió la Medalla de Plata de la ciudad de Ámsterdam.

## Composiciones

### Para orquesta
- 1965: Interacción para orquesta.
- 1971-1973: Abschied, poema sinfónico para gran orquesta
- 2014: El excursionista nocturno.

### Para orquesta sinfónica
- 1970: Himnos y corales, para conjunto de viento (2 oboes, 3 clarinetes, 2 clarinetes bajos, saxofón alto, saxofón tenor, 2 cuernos, 2 trompetas, 2 trombones), guitarras eléctricas y órgano electrónico.

### Ópera
| Compuesto | Título                                                                                 | Estreno                        | Libreto                                                                                    |
| --------- | -------------------------------------------------------------------------------------- | ------------------------------ | ------------------------------------------------------------------------------------------ |
| 1968-1969 | Reconstructie; (con Louis Andriessen, Misha Mengelberg, Peter Schat y Jan van Vlijmen) | 29 de junio de 1969, Ámsterdam | Hugo Claus y Harry Mulisch, sobre la figura de Che Guevara, basada en la vida de Don Juan. |
| 1975-1977 | Axel, 3 actos (con Jan van Vlijmen);                                                   |                                | Harry Mulisch y Villiers de L'Isle-Adam                                                    |

### Vocal
- 2003: Im wunderschönen Monat Mai - Dreimal sieben Lieder nach Schumann und Schubert, para voz y orquesta

### Música de cámara
- 1962-1963: Cuarteto de cuerdas.
- 1983-1985: Etude, para cuarteto de cuerda.

### Piano
- 1964: Music for piano I
- 1966: Music for piano II

## Libros publicados
- Charles Ives (1969, con J. Bernlef)
- Muzikale anarchie (1973, Anarquía musical (1973, una colección de reflexiones sobre música moderna publicada anteriormente en la revista De Gids).